# Villa di San Martino
La Villa di San Martino o Villa Bonaparte è una delle due residenze che Napoleone Bonaparte ebbe all'isola d'Elba fra il maggio 1814 ed il febbraio 1815.
Situata in località San Martino nel Comune di Portoferraio, sebbene sia spesso indicata come casa di campagna era di fatto la più importante, destinata comunque alla vita privata dell'imperatore in esilio che, per la sua attività pubblica, si serviva essenzialmente dell'altra casa, la Palazzina dei Mulini posta nella parte alta di Portoferraio.

## Storia e descrizione

### La villa

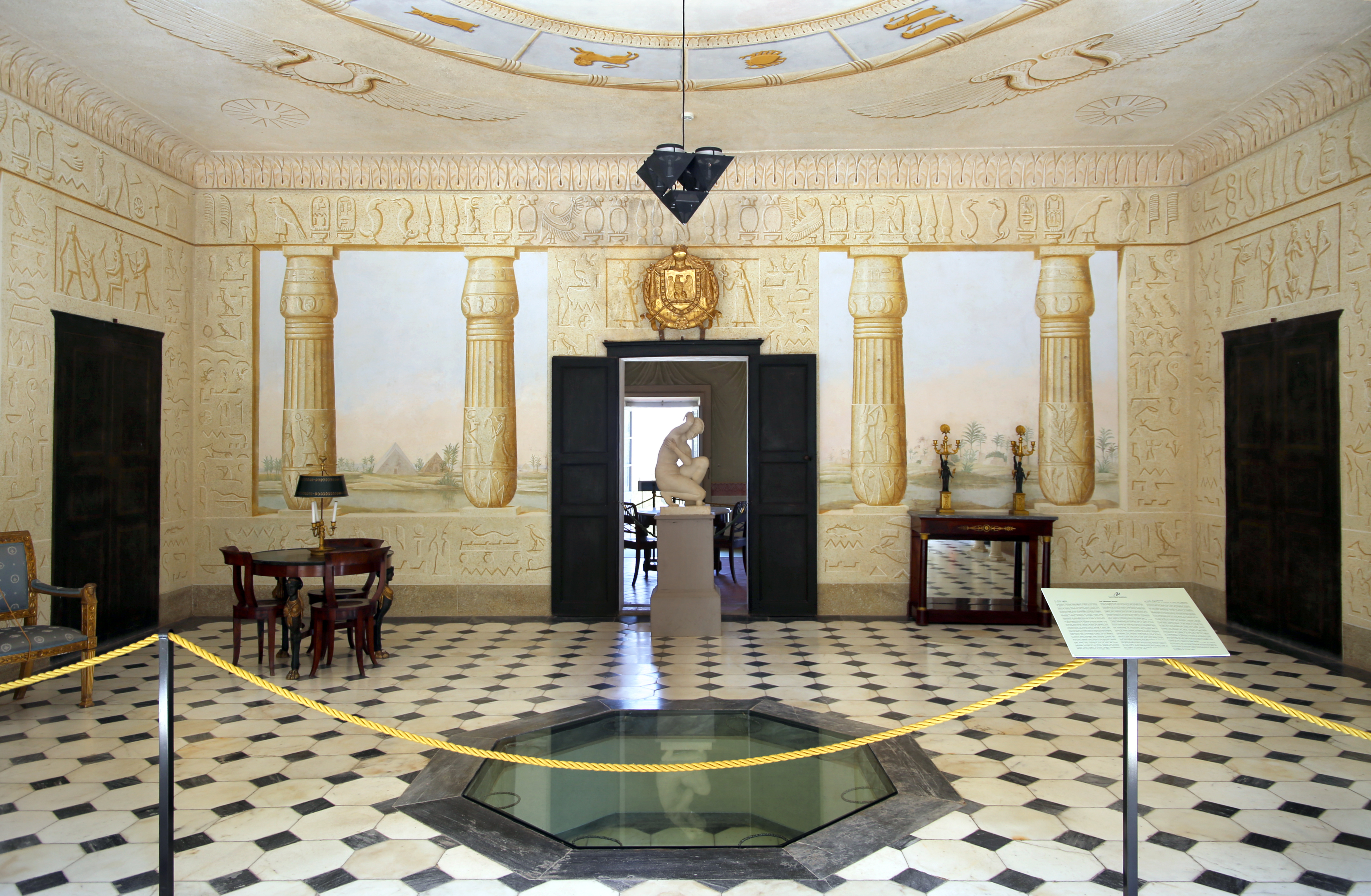
La sala egizia di villa San Martino

Pur essendo una villa di dimensioni ridotte, Napoleone volle che non avesse niente da invidiare in fatto di comodità e raffinatezza alla vita parigina.
La struttura ha una semplice pianta quadrata, con il primo piano destinato alla vita sociale e quello al terreno con i servizi, come il bagno neoclassico detto di Paolina, con una raffigurazione della Verità affrescata.
Al primo piano l'Imperatore fece realizzare una biblioteca, dove si dice che passasse molto tempo. Le due stanze più importanti sono la Sala del nodo d'amore dedicata alla sua unione con Maria Luisa d'Asburgo-Lorena e la Sala egizia, decorata con geroglifici e piramidi, un grande zodiaco sul soffitto e altre scene che rappresentano i momenti salienti delle imprese di Napoleone; al centro di quest'ultima stanza si trova ancora una vasca ottagonale.

### La Galleria Demidoff

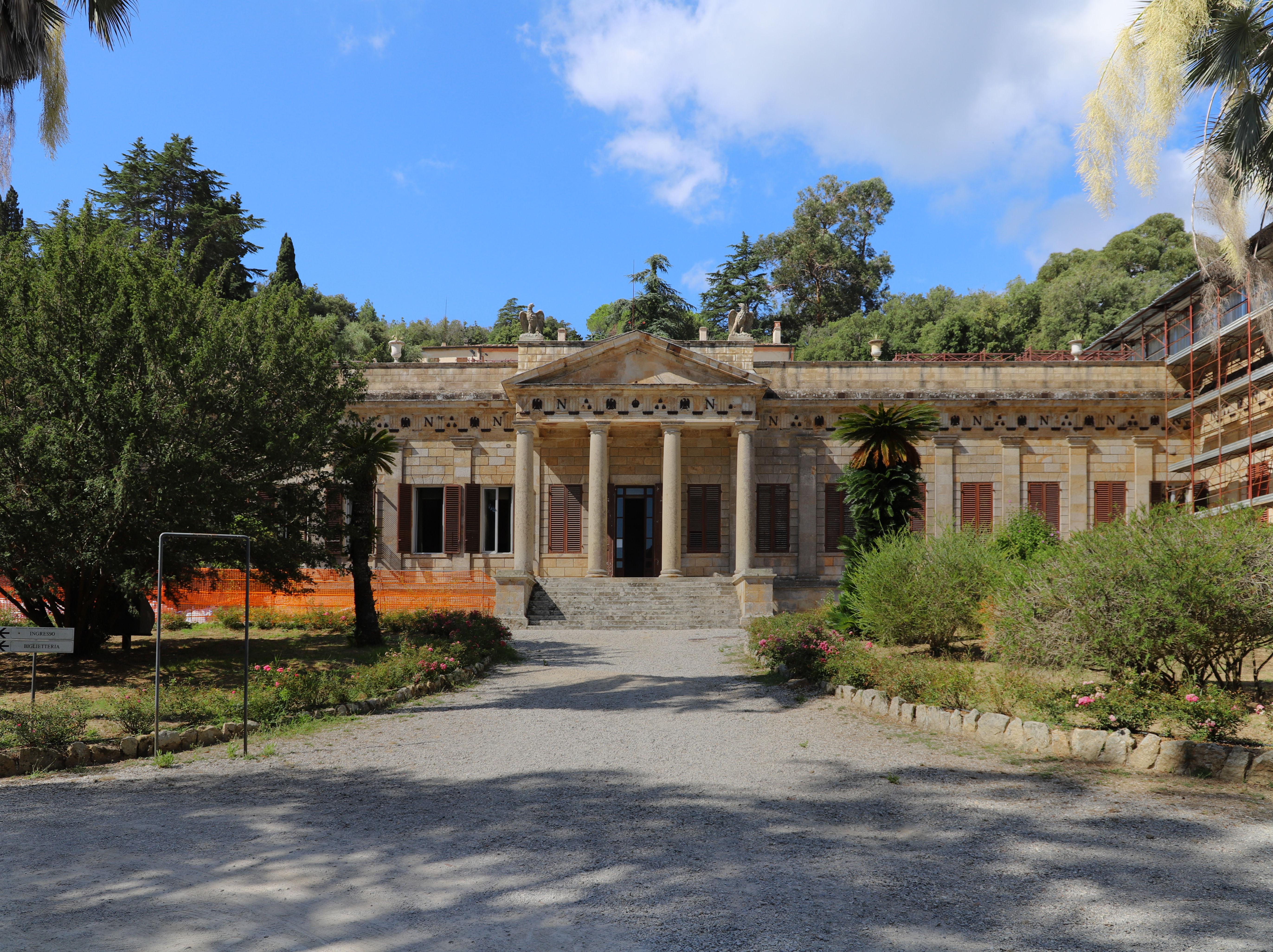
Prospetto principale della galleria Demidoff

Dopo i Cento giorni la villa rimase in stato d'abbandono per molti anni, fino a quando il principe russo Anatolio Demidoff, del casato dei Demidoff e figlio dell'ambasciatore russo a Firenze, si sposò con la nipote di Napoleone Matilde Bonaparte ed entrò in possesso della villa.
Demidoff si profuse nell'arricchimento della villa, creando nel 1851 la cosiddetta Galleria Demidoff, un edificio in stile neoclassico di solo un piano, progettato dall'architetto Niccolò Matas (l'autore della facciata della basilica di Santa Croce a Firenze).
In questa galleria, decorata con coppie di colonne di granito, Anatolio sistemò dopo la morte di Napoleone una sorta di museo a lui dedicato, con armi, quadri e altri cimeli; l'inaugurazione avvenne nel 1859.
All'ingresso si trova la statua della Galatea, attribuita ad Antonio Canova, che pare si fosse ispirato per la scultura alle fattezze di Paolina Bonaparte. Nel museo si trovavano inoltre sculture di Luigi Pampaloni assieme a dipinti di Jean-Baptiste Isabey e Nicolas Toussaint Charlet.
Il granito usato nella costruzione proviene dalle cave di Seccheto, mentre il marmo (in realtà oficalce verde) dalle cave di Santa Caterina, nell'Elba orientale. La villa appartenne poi alla famiglia dei Pullé, ed una parte fu acquistata dal conte Bernardo Barbiellini Amidei.
All'esterno fu creato un viale di gelsi e aiuole geometriche all'italiana, secondo il dominante stile eclettico. Il parco retrostante alla villa venne arricchito con piante esotiche e voliere per uccelli pregiati.
Nel 1880 la dinastia dei Demidoff si estinse almeno nel ramo toscano e le loro collezioni vennero sfortunatamente disperse. La galleria napoleonica divenne un museo e in seguito uno spazio espositivo per varie mostre di lungo periodo. Oggi, dopo lavori di restauro ospita stampe del periodo di Napoleone provenienti da varie collezioni private.
All'atto della fondazione della Galleria Demidoff, sotto il pavimento in corrispondenza della porta d'ingresso venne posta una cassetta di bronzo contenente due medaglie di Napoleone Bonaparte e di Anatolio Demidoff, accompagnate dall'iscrizione:
«Il XX ottobre MDCCCLI / sotto il regno di Leopoldo granduca di Toscana / alla presenza del principe Anatolio Demidoff / fondatore / principiarono i lavori di edificio / destinato a raccogliere / vicino alla stanza temporanea dell'imperatore durante il MDCCDXIV / le memorie / storiche / relative alla sua vita e al suo tempo / lasciando incolume tuttavia / la dimora originale / di San Martino».

### L'albero di Napoleone

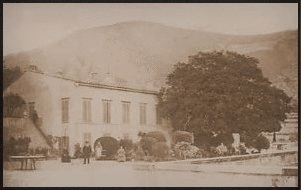
Fotografia in cui è visibile lAlbero di Napoleone

Nel piazzale antistante la Villa, sul lato sinistro guardando verso Portoferraio, si trovava sino alla metà del XX secolo un grande esemplare di bagolaro, che secondo la tradizione era stato piantato dallo stesso imperatore sotto la guida del giardiniere Claude Hollard.

### LaCollezione Ornitologica Elbana
Istituita nel 1897 presso i locali della Galleria Demidoff, raccoglieva circa 900 esemplari impagliati di uccelli provenienti dal territorio dell'Elba, rappresentativi di 215 specie ornitiche. Notevole la presenza di oltre 70 esemplari di Turdidae, assieme a campioni di Loxia, Philomachus, Tringa, Ardea, Larus, Phalacrocorax, Procellaria, Podiceps, Alca e Fratercula. Della raccolta facevano parte anche 250 specie di pesci conservati in alcool e a secco. Nel 1901 la proprietà della collezione passò da Ubaldo Tonietti a Pilade Del Buono e nell'agosto 1908 fu visitata dal re Vittorio Emanuele III di Savoia. La Collezione Ornitologica Elbana fu smembrata nel corso della seconda guerra mondiale.

## Mostre

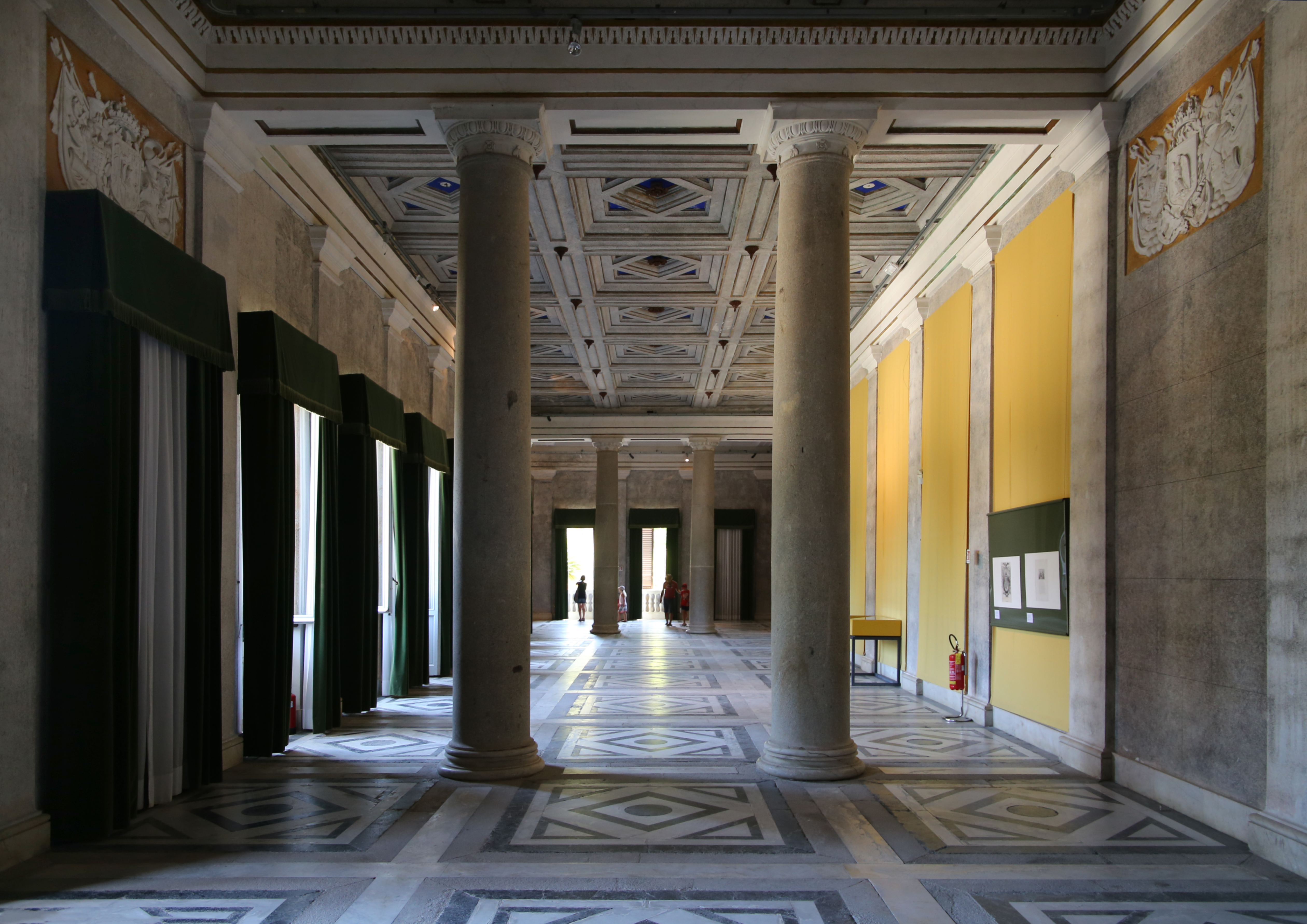
Interno della galleria Demidoff, sede di mostre temporanee

- La mostra Sogni d'Oriente parte dall'esposizione di due diorami che ricostruiscono la battaglia delle Piramidi e quella di Abukir, per raccontare le condizioni di vita e i modi di combattere negli eserciti contrapposti attraverso documenti originali e modelli di navi. Napoleone è il filo conduttore che ha accompagnato la mostra - dislocata fra il porto di Portoferraio e Villa San Martino - che ha esposto sculture e pitture di Ivan Theimer riguardanti i temi cari al condottiero francese. Abiti maschili e femminili, accessori (calzature, scarpe, sciarpe, cappelli) del periodo napoleonico sono stati esposti alla villa San Martino per testimoniare l'evolversi del gusto in quel periodo, mentre un nucleo d'incisioni mostra i fasti della vita pubblica e privata. Grazie alle spedizioni napoleoniche in Egitto, molti studiosi poterono approfondire le loro conoscenze sull'antico Egitto. Era stata scoperta la stele di Rosetta, che fornì a Champollion la chiave per interpretare i geroglifici, ed erano state diffuse stampe, schizzi e disegni dalle località archeologiche nella valle nel Nilo che portarono all'elaborazione di un nuovo gusto che si espresse in mobili, oggetti, quadri e che influenzò lo stile Impero. La spedizione franco-toscana portò a Firenze moltissimo materiale, in parte acquistato dal mercato antiquario e in parte rinvenuto a seguito di scavi archeologici. Fra questi: la statua di Tutmosi III, il famoso rilievo degli scribi della tomba di Horemheb a Saqqara, il carro rinvenuto in una tomba della XVIII dinastia, la stele di Sesostri I, proveniente da Wadi Halfa, commemorativa della campagna contro la Nubia, i bassorilievi tagliati dalla tomba di Sety I nella valle dei Re raffiguranti la dea Maat e il faraone con la dea Hator, il prezioso ritratto di Fayum e il sarcofago di Bakenrenef, visir di Psammetico.
- L'artista elbano Italo Bolano ha dedicato gran parte delle sue opere a Napoleone che, nel suo breve soggiorno sull'isola, apportò grandi cambiamenti. La mostra che si è tenuta al Museo Napoleonico di San Martino ha presentato tutte le grandi battaglie napoleoniche – da quelle della Campagna d'Egitto come la battaglia delle Piramidi, fino a quelle della Campagna di Russia, come la battaglia di Smolensk, senza trascurare la famosa Battaglia di Waterloo – sotto forma di dipinti (accompagnati da saggi di Bruno Rosada e Giulio Massobrio).

## Bibliografia

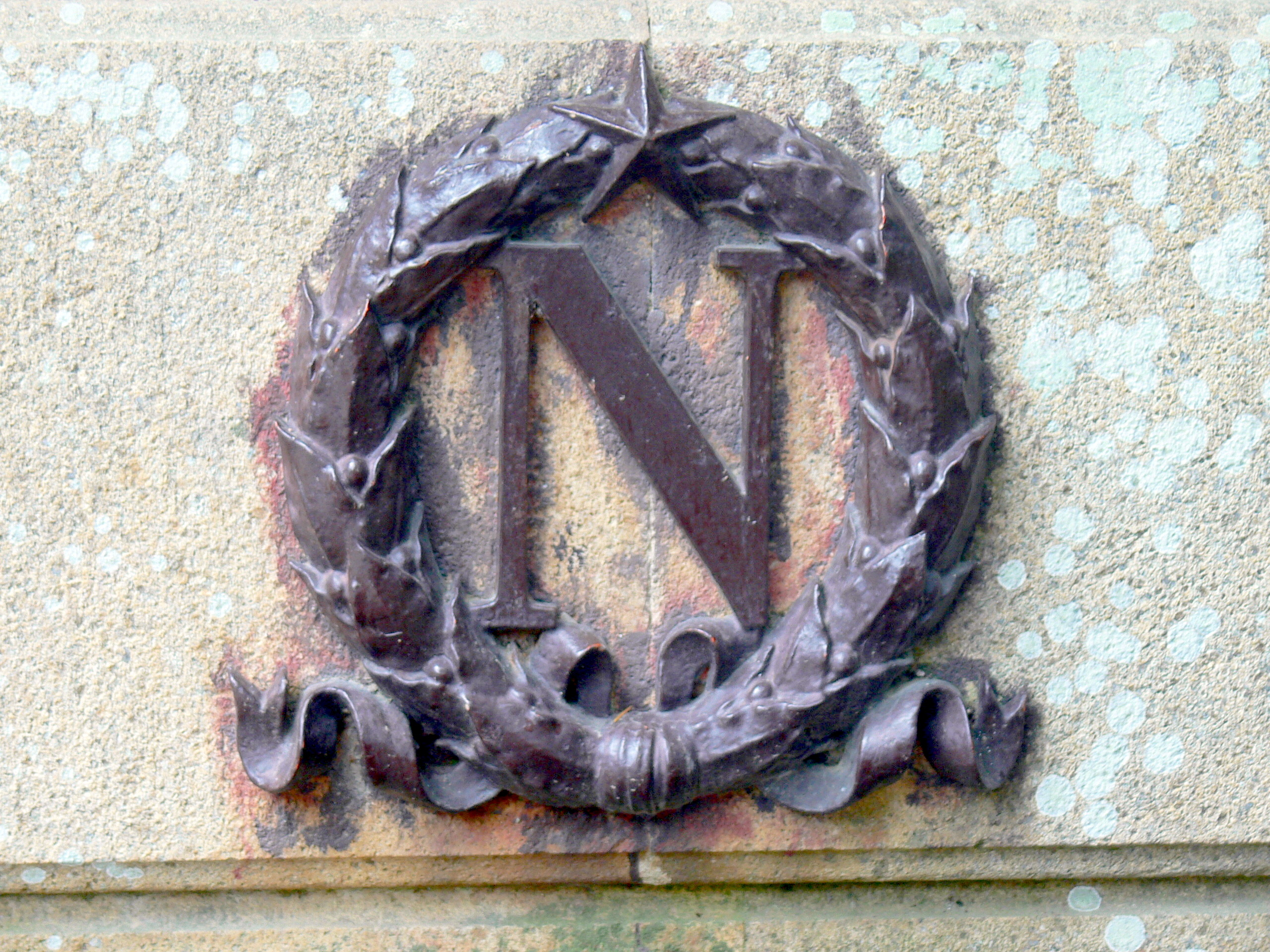
Emblema di Napoleone